# Diversität (Soziologie)

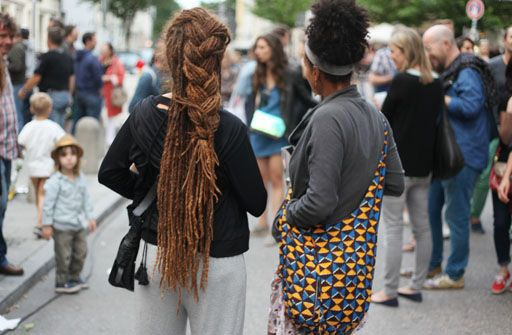
Miteinander von Menschen mit unterschiedlichem ethnischen und soziodemografischen Hintergrund, unterschiedlichem Geschlecht und Alter (Straßenfest in München, 2015)

Diversität (über englisch diversity von lateinisch diversitas „Verschiedenheit, Unterschied; Gegensatz, Widerspruch“) bezeichnet ein Konzept der Soziologie und Sozialpsychologie zur Unterscheidung und Anerkennung von Gruppen- und individuellen Merkmalen (analog zur Bezeichnung diversity im englischen Sprachraum). Häufig wird auch die Bezeichnung Vielfalt benutzt. Diversität von Personen – sofern auch rechtlich relevant – wird klassischerweise auf folgenden Ebenen betrachtet: Alter, ethnische Herkunft und Nationalität, Geschlecht und Geschlechtsidentität, körperliche und geistige Fähigkeiten (früher verengt auf das Merkmal „Behinderung“), Religion und Weltanschauung, sexuelle Orientierung und Identität sowie soziale Herkunft (so die Charta der Vielfalt). Allerdings ist etwa die soziale Herkunft als Diversitätskriterium nicht überall akzeptiert. Weniger Aufmerksamkeit erhalten eine große Zahl weiterer sozialisationsbedingter und kultureller Unterschiede wie Arbeitsstil, Wahrnehmungsmuster oder Dialekt, welche die kulturelle Vielfalt weiter erhöhen und kontextabhängig ebenfalls Untersuchung und gegebenenfalls soziale Anerkennung benötigen. In diesem soziologischen Framing (englisch nature versus nurture, d. h. Anlage und Umwelt) spielt die individuelle Diversität genetisch vererbter Faktoren eine untergeordnete Rolle zugunsten des Konzepts der kollektiven Identitäten. Eine nicht auf kollektiven Identitäten bzw. kollektivistischen Wertvorstellungen, sondern auf radikalem Individualismus basierendes Gesellschaftsbild, in der jedes Individuum nur seine absolut je eigene Identität besitzt und mit anderen Individuen um Meinungen, Macht und Ressourcen konkurriert, bezeichnet man hingegen als liberal und/oder pluralistisch.

## Geschichte
Das Konzept Diversität hat seinen Ursprung in der Bürgerrechtsbewegung der USA, die den Rassismus gegenüber People of Color bekämpfte. Diversität stand damit zunächst für die Herstellung von Chancengleichheit von Gruppen, die nach bestimmten Merkmalen benachteiligt werden. Daraus entstanden in den USA das Antidiskriminierungsgesetz und die Affirmative Action zur Förderung benachteiligter Gruppen nach den Kriterien Race, Geschlecht, Hautfarbe, ethnische Herkunft, Alter, Behinderung oder Religion. Die Bürgerrechtsbewegung der USA hatte großen Einfluss auf die Herausbildung weiterer sozialer Bewegungen von bisher benachteiligten und diskriminierten Gruppen, etwa auf die Bewegung der Native Americans.
Seit dem Ende der 1990er Jahre wird das Konzept auch von der Europäischen Union als Leitbild verwendet. Seit 2006 sind in der deutschen Gesetzgebung die Aspekte der Vielfalt im Allgemeinen Gleichbehandlungsgesetz berücksichtigt und sollen Personen aus diesen Kategorien vor Diskriminierung schützen.
Allerdings war die Erforschung und Bewusstwerdung dieser Themen nicht an das Konzept der Diversität gebunden. In der Sozialpsychologie war seit den späten 1940er Jahren Heterogenität der zentrale forschungsleitende Begriff für die untersuchten Dimensionen. Die Sozialpsychologie erforscht seit Jahrzehnten Mechanismen der Entstehung und Auswirkung sozialer Kategorisierung und Stereotypisierung, von sozialen Vergleichen, Identitätsbildung in sozialen Gruppen und Intergruppenprozessen. Die Auswirkungen der Zugehörigkeit zu sozialen Gruppen wurden vor allem im Hinblick auf Bildungs- und Leistungsverhalten, soziale Auf- und Abstiegsprozesse, Kriminalität und Bandenbildung, Gesundheit und Arbeitsleben umfassend erforscht. Insofern waren die Ergebnisse gruppenbezogener Forschung für Pädagogik und Sozialmedizin von außerordentlicher Bedeutung.
Während Diversität hinsichtlich Geschlecht, Hautfarbe und sexueller Orientierung von Linksliberalen verstärkt in den Blick genommen und gefördert wurde, nahm die Diversität hinsichtlich der sozialen Klasse in westlichen Gesellschaften seit den 1980ern immer weiter ab. Beispielsweise kam gegen Ende der Ära Kohl noch die Mehrheit der Minister aus der Arbeiterschaft oder kleinbürgerlichen Mittelschicht, wohingegen in der ersten Regierung Merkel schon zwei Drittel der Minister aus der oberen Mittelschicht oder Oberschicht stammten. Kritiker dieser Entwicklung wie Sahra Wagenknecht (2021) sehen dies als Ausdruck dafür, dass im linksliberalen Spektrum kaum mehr ein Interesse an der Förderung tatsächlich sozial Benachteiligter bestehe und Diversität heute vorwiegend unter privilegierten Mitgliedern der neuen akademischen Mittelschicht praktiziert werde.

## Weiterentwicklung des Konzepts
In jüngerer Zeit wird die Selbstreproduktion der diversen Gruppen im Sinne der Konstruktion (Sozialkonstruktivismus) sozialer Diversität als Resultat von Differenzierungen und Differenzhandlungen in konkreten sozialen Interaktionen in den Blick genommen.
Diesem Verständnis zufolge werden Diversitätsdimensionen aktiv sozial hergestellt (Doing Gender, Doing Culture usw.) und dadurch sozial wirksam und kann im Sinne von Identitätspolitik auch politisch wirksam werden. Zwischen verschiedenen Diversitätsdimensionen bestehen Wechselwirkungen, die sich in unterschiedlichen sozialen Kontexten addieren und verstärken, reduzieren und abschwächen oder in permanenten Widerspruch treten können. Diese Verschränkung von Diversitäten (z. B. Geschlecht und Hautfarbe, Alter und Geschlecht) wird Intersektionalität genannt.

## Diversitätsmanagement
Das Diversitätsmanagement als eine Methode des betrieblichen Personalwesens zielt darauf ab, die Diversität der Mitarbeiter konstruktiv und gewinnbringend zu nutzen.

## Kritik
Der Literaturwissenschaftler Walter Benn Michaels kritisierte, dass Diversity von der herrschenden Klasse vereinnahmt worden sei, um eine „gleichberechtigte Ausbeutung“ innerhalb des Neoliberalismus zu realisieren. Diversity sei so einerseits genutzt worden, um ökonomische Ungleichheit zu rechtfertigen:

„Der neoliberale Traum ist, dass das in punkto Reichtum obere Prozent der Bevölkerung genauso divers ist wie die restlichen 99 Prozent, damit niemand seine ökonomische Situation mehr auf Diskriminierung schieben kann. Dann können die Reichen nämlich behaupten, dass jeder seinen Platz in der Gesellschaft verdient habe. Bei Diversity-Bestrebungen geht es nicht in erster Linie darum, Ungleichheiten zu minimieren, sondern sie zu rechtfertigen.“

Auch seien Diversity- und Antirassismus-Bestrebungen von Unternehmen nicht der sozialen Gerechtigkeit wegen vorangebracht worden, sondern um die Produktivität zu erhöhen und die „Arbeitskräftemobilität“ zu steigern:

„Der damit einhergehende Antirassismus ist offenkundig zu begrüßen, aber er diente vor allem dazu, die Grenzen für Menschen zu öffnen, die der amerikanischen Wirtschaft zugutekommen würden.“

Verschiedene Autoren wie Gayatri Spivak, Sara Ahmed, Nikita Dhawan oder Davina Cooper werfen die Frage auf, ob Gerechtigkeitsnormen (oder gar die positive Diskriminierung von randständigen Gruppen durch die Reservierung von Arbeitsplätze im öffentlichen Dienst und die Vergabe von Studienplätzen per Quote wie in Indien) die Handlungsmacht der Marginalisierten erweitern oder das Machtgefälle zwischen den paternalistischen Stiftern von Gerechtigkeit und deren Empfangenden sogar festigen.

## Philatelistisches
Mit dem Erstausgabetag 2. November 2022 gab die Deutsche Post AG ein Sonderpostwertzeichen im Nennwert von 85 Eurocent mit der Bezeichnung Diversität  –  Vielfalt in Deutschland heraus. Der Entwurf stammt von der Grafikerin Bettina Walter aus Bonn.